# Кочерги (Путивльский район)
Кочерги (укр. Кочерги) — село, Волокитинский сельский совет, Путивльский район, Сумская область, Украина.
Код КОАТУУ — 5923881902. Население по переписи 2001 года составляло 336 человек.

## Географическое положение
Село Кочерги находится на берегу реки Эсмань, выше по течению примыкают сёла Кубарево и Мацково (Глуховский район), ниже по течению на расстоянии в 2 км расположено село Волокитино. К селу примыкает небольшой лесной массив (дуб, сосна).

## История
Местные жители издавна занимались бондарным ремеслом.

## Экономика
- ЧП «Каменка».